# Dosiglesias
Dosiglesias (oficialmente Santa María de Dúas Igrexas) es una parroquia española del municipio de Forcarey, perteneciente a la provincia de Pontevedra, en la comunidad autónoma de Galicia.

## Toponimia
La parroquia puede aparecer referida como «Dosiglesias», «Dos-Iglesias», «Dúas Igrexas» y «Dúas Igrexias».

## Historia
Hacia mediados del siglo XIX, la parroquia, ya por entonces perteneciente a Forcarey, tenía contabilizada una población de 701 habitantes. Aparece descrita en el séptimo volumen del Diccionario geográfico-estadístico-histórico de España y sus posesiones de Ultramar de Pascual Madoz con las siguientes palabras:

DOS-IGLESIAS (Sta Maria): felig. en la prov. de Pontevedra. (6 leg.), part. jud. de Tabeiros (2 1/2), dióc. de Santiago (6),ayunt. de Forcarey (1/8): sit. en la pendiente meridional del monte Ladreda, en una especie de canal, cuyas alturas miran al S. y O. La combaten principalmente los aires del N. y E.; el clima es algo frio, y las enfermedades comunes dolores de costado, pulmonias y fiebres de varias clases. Tiene 194 casas distribuidas en los l. de Baliñas, Cornias, Espindo, Iglesia, Loureiro, Quintelas y Rabadeiras; para surtido del vecindario hay muchas fuentes, tanto en la pobl. como en el térm. La igl. parr. (Sta. Maria), está servida por un cura de provision en concurso. Junto á la parr. habia una ermita dedicada á San Vicente, por cuya circunstancia se llamó esta felig. Dos-Iglesias: dicha ermita fué arruinándose por haberse vendido sus bienes y rentas durante el ministerio de Godoy. Confina el térm. N. felig. de Acebeiro (1/2 leg.); E. la de Forcarey (1/8); S. y O. la de Millarada (1/2). El terreno es montuoso, quebrado y de segunda clase: cruza por él un riach., que naciendo en los térm. de la felig. de Acebeiro junto á la capilla de San Benito, y engrosando sucesivamente con varios afluentes, desemboca en la ria de Pontevedra con el nombre de r. Lerez: tiene en esta felig. un puente llamado de los Clérigos. Los caminos son transversales y malos. El correo se recibe en la carteria de Cerdedo. prod.: poco trigo, bastante maiz, centeno, patatas, legumbres y algunas frutas; se cria ganado vacuno, lanar y cabrio; hay caza de liebres, conejos y muchas perdices, y pesca de truchas. ind.: la agrícola y distintos molinos harineros: dedicándose tambien los vec. á elaborar cera, comprando en otros puntos la primera materia. pobl.: 194 vec., 701 alm. contr. con su ayunt. (V.) Durante la guerra contra Bonaparte sufrió mucho esta felig.; en cierta ocasion ardió la casa rectoral con el archivo, tambien se incendiaron muchas casas y perecieron 70 personas. En la época constitucional de 1820 á 1823 fué cap. del ayunt. de su nombre, despues fúe agregada al distrito de Montes, y últimamente al de Forcarey.
(Madoz, 1847, p. 412)

En 2023, tenía empadronados 262 habitantes.

## Patrimonio
Hay en la parroquia una iglesia de Santa María.